# 蒲田神社 (大阪市)
蒲田神社（かまたじんじゃ）は、大阪市淀川区東三国に鎮座する神社。境内には樹齢650年以上といわれる楠の切り株や、樹齢数百年を経た大きな楠も数本現存している。

## 祭神
- 宇賀御魂大神
- 別雷大神

## 歴史
もと「室の明神」と称し、南北朝時代、播磨国室の宮の分霊をこの地の佛生院又三郎が祀ったのが起こりという。　
- 明治5年（1872年）、村社に列す。
- 明治42年（1909年）12月24日、今の社名に改められる。
- 明治44年（1911年）11月、神饌幣帛料供進社に指定される。

## 境内
- 蛭子社
- 白光社

樹齢650年の大楠が明治12年（1879年）に枯死し、「巳さん」をまつっている。
- 祖霊社

## 交通アクセス
- Osaka Metro御堂筋線 東三国駅より、東に約3分
- Osaka Metro御堂筋線・JR 新大阪駅より、北に約16分
- JR 東淀川駅より、西に約9分